# أوريليوس فيكتور
سكستوس أوريليوس فكتور أفير (ح.320-390) هو سياسي ومؤرخ روماني. شغل منصب والي بانونيا. ألف كتابه المسمى القياصرة والذي أرَّخ تاريخ الامبراطورية الرومانية من عصر حكم أغسطس إلى عصر حكم قنسطانطيوس الثاني في القرن الرابع.

## روابط خارجية
- أوريليوس فيكتور على موقع الموسوعة البريطانية (الإنجليزية)